# 크리스티안 클레스
크리스티안 클레스(독일어: Christian Klees, 1968년 6월 24일~)는 독일의 전직 사격 선수이다. 1996년 하계 올림픽 남자 50m 소총 복사 종목에서 금메달을 획득했다.